# 刘日泳
刘日泳，祖籍深州（今河北深州市），辽朝官员。
他的高祖父刘仁恭，是唐末著名军阀、幽州节度使，曾祖父刘守奇，祖父刘承嗣。父亲刘宇杰，官至左千牛卫将军，知彰武军节度副使事。刘日泳在辽圣宗时官至检校司空、彭城县开国男、食邑三百户，改授银青崇禄大夫、检校司空、使持节宿州诸军事、宿州刺史、充本州团练使、兼御史中丞、柱国，彭城县开国子、食邑五百户。

## 子孙
- 长子：刘从敏，神水县商魏都监，早卒
- 次子：刘从举，娶故尚药奉御李公之长女
- 三子：刘从文，娶燕京故制衙提辖使梁公之孟女，有子刘质
- 四子：刘湘，娶兴中府节度使、左威卫上将军韩公之仲女
- 五子：刘济，娶故尚药奉御庄公之第六女
- 幼子：刘润
- 有女三人